# Възнесение Господне (Крушица)
„Свето Възнесение Господне/Христово“ или „Свети Спас“ (на македонска литературна норма: „Свето Вознесение Господне“, „Свети Спас“) е късносредновековна православна църква в светиниколското село Крушица, източната част на Северна Македония. Част е от Брегалнишката епархия на Македонската православна църква – Охридска архиепископия.
Църквата е гробищен храм, изграден в XV – XVI век. Вътрешността е изписана, а иконите са от XIX век.